# Kriška vas
Kriška vas je vas v Občini Ivančna Gorica. Leži med Višnjo Goro in Polževem.